# Bounaamane
Bounaamane  (in arabo بونعمان‎?) è un centro abitato e comune rurale del Marocco situato nella provincia di Tiznit, regione di Souss-Massa. Conta una popolazione di 10 310 abitanti (censimento 2014).